# Luoxiao Shan
Luoxiao Shan (kinesiska: 罗霄山) är en bergskedja i Kina. Den ligger i den sydöstra delen av landet, 1 500 km söder om huvudstaden Peking.